# Jochen Pietzsch
Jochen Pietzsch, né le 1er décembre 1963, à Halle, est un lugeur allemand (République démocratique allemande). Avec Jörg Hoffmann, il courait notamment en double homme.

## Palmarès
- Jeux olympiques
  - Jeux olympiques d'hiver de 1984 de Sarajevo
    -  Médaille de bronze (double homme)

  - Jeux olympiques d'hiver de 1988 de Calgary
    -  Médaille d'or (double homme)
- Championnats du monde de luge
  - Championnats du monde de luge de 1983 de Lake Placid
    -  Médaille d'or (double homme)

  - Championnats du monde de luge de 1985 de Oberhof
    -  Médaille d'or (double homme)

  - Championnats du monde de luge de 1987 d'Innsbruck
    -  Médaille d'or (double homme)

  - Championnats du monde de luge de 1989 de Winterberg
    -  Médaille de bronze (double homme)

  - Championnats du monde de luge de 1990 de Calgary
    -  Médaille d'or (équipe mixte)
    -  Médaille de bronze (double homme)
- Championnats d'Europe de luge
  - Championnats d'Europe de luge de 1986 d'Hammarstrand
    -  Médaille d'argent (double homme)

  - Championnats d'Europe de luge de 1990 d'Innsbruck
    -  Médaille d'or (double homme)
    -  Médaille d'or (équipe mixte)